# جوزتاف سكارسجارد
جوزتاف سكارسجارد (بالسويدية: Gustaf Skarsgård)‏ هو ممثل سويدي، ولد في 12 نوفمبر 1980 بستوكهولم في السويد. من الجوائز التي نالها جائزة شوتينغ ستارز سنة 2007 وGuldbagge Award for Best Actor in a Leading Role ‏ سنة 2007.

## أعمال

### أفلام
- (2007) آرن- فارس المعبد[6]
- (2010) طريق العودة[7]

### مسلسلات
- فايكنغز
- وست وورلد
- ملعون

## جوائز وترشيحات
جوائز
- جائزة شوتينغ ستارز (2007)
- Guldbagge Award for Best Actor in a Leading Role [الإنجليزية]‏ (2007)

ترشيحات
- Guldbagge Award for Best Actor in a Leading Role [الإنجليزية]‏ (2009)
- Guldbagge Award for Best Actor in a Supporting Role [الإنجليزية]‏ (2004)

## وصلات خارجية
- جوزتاف سكارسجارد على موقع IMDb (الإنجليزية)
- جوزتاف سكارسجارد على موقع ميتاكريتيك (الإنجليزية)
- جوزتاف سكارسجارد على موقع روتن توميتوز (الإنجليزية)
- جوزتاف سكارسجارد على موقع ألو سيني (الفرنسية)
- جوزتاف سكارسجارد على موقع ميوزك برينز (الإنجليزية)
- جوزتاف سكارسجارد على موقع أول موفي (الإنجليزية)
- جوزتاف سكارسجارد على موقع قاعدة بيانات الأفلام السويدية (السويدية)
- جوزتاف سكارسجارد على موقع قاعدة بيانات الفيلم (الإنجليزية)
- جوزتاف سكارسجارد على موقع كينوبويسك (الروسية)